# Distretto di Reggane
Il distretto di Reggane è un distretto della provincia di Adrar, in Algeria. Prende il nome dal suo capoluogo, Reggane.

## Comuni
Il Distretto di Reggane comprende 2 comuni:
- Reggane
- Sali